# Talarocera nigripennis
Talarocera nigripennis är en tvåvingeart som först beskrevs av Christian Rudolph Wilhelm Wiedemann 1830.  Talarocera nigripennis ingår i släktet Talarocera och familjen parasitflugor. Inga underarter finns listade i Catalogue of Life.